# Clitandra cymulosa
Clitandra cymulosa är en oleanderväxtart som beskrevs av George Bentham. Clitandra cymulosa ingår i släktet Clitandra och familjen oleanderväxter. Inga underarter finns listade i Catalogue of Life.